# Dugald Thomson
Dugald Thomson (ur. 28 grudnia 1849 w Londynie, zm. 27 listopada 1922 w Sydney) – australijski przedsiębiorca i polityk, w latach 1904-05 minister spraw wewnętrznych Australii.

## Życiorys
Urodził się w Anglii, lecz w chwili emigracji jego rodziny do Australii był zaledwie rocznym dzieckiem. Jako nastolatek przez dwa lata pływał na statkach handlowych. Następnie podjął pracę w firmach kupieckich działających przy australijskich portach. W latach 1877–92 kierował oddziałem w Sydney jednego z takich przedsiębiorstw, firmy Robert Harper & Co. W 1892 z przyczyn zdrowotnych musiał przerwać pracę zawodową, a dwa lata później rozpoczął karierę polityczną, zdobywając mandat w Zgromadzeniu Ustawodawczym Nowej Południowej Walii.
Po powstaniu Związku Australijskiego, w 1901 został wybrany w skład pierwszej kadencji Izby Reprezentantów, gdzie zasiadał w ławach Partii Wolnego Handlu. Jego specjalnością jako posła była tematyka morska, bardzo chętnie zabierał głos w poświęconych tej kwestii debatach. Kiedy w 1904 jego ugrupowanie utworzyło gabinet George’a Reida, wszedł do niego jako minister spraw wewnętrznych. Przed wyborami w 1910 roku ogłosił, iż nie zamierza ubiegać się o reelekcję i wycofuje się z czynnego życia politycznego. Zmarł w Sydney 12 lat później, w wieku 72 lat. Przez całe życie pozostawał kawalerem.